# Road Wild
Road Wild var et pay-per-view-show inden for wrestling produceret af World Championship Wrestling. Det var ét af organisationens månedlige shows og blev afholdt i august fra 1996 til 1999. Det første show i 1996 blev dog kaldt Hog Wild, men WCW ændrede navnet allerede året efter for at undgå en mulig konflikt med Harley-Davidson angående varemærker. Hvert show blev afholdt udendørs i Sturgis, South Dakota samtidig med det årlige Sturgis Motorcycle Rally. I 2000 blev showet erstattet af WCW's New Blood Rising.

## Resultater

### 1996
Hog Wild fandt sted lørdag d. 10. august 1996 fra Sturgis, South Dakota.
- WCW Cruiserweight Championship: Rey Mysterio, Jr. besejrede The Ultimate Dragon
- Scott Norton besejrede Ice Train
- Madusa defeated Bull Nakano via diskvalifikation
- Chris Benoit besejrede Dean Malenko
- WCW World Tag Team Championship: Harlem Heat (Booker T og Stevie Ray) besejrede Steiner Brothers (Rick Steiner og Scott Steiner)
- WCW United States Heavyweight Championship: Ric Flair besejrede Eddie Guerrero
- The Outsiders (Scott Hall og Kevin Nash) besejrede Lex Luger og Sting
  - The Outsiders vandt kampen, efter at dommeren Nick Patrick, der senere skulle vise sig at være med i nWo, slog Lex Luger med sin albue.
- WCW World Heavyweight Championship: Hollywood Hogan besejrede The Giant
  - Denne VM-titelkamp var Hulk Hogans første under navnet Hollywood Hogan, som han havde omdøbt sig selv efter at have dannet nWo med The Outsiders måneden før.
  - Hogan vandt sin 7. VM-titel i alt efter at have slået The Giant i hovedet med VM-bæltet. Efter kampen spraypaintede Hogan, Kevin Nash og Scott Hall bogstaverne nWo på VM-bæltet for at vise, at de mente titlen skulle hedde nWo World Heavyweight Championship i stedet for.

### 1997
Road Wild 1997 fandt sted lørdag d. 9. august 1997 fra Sturgis, South Dakota.
- Harlem Heat (Booker T og Stevie Ray) besejrede Vicious and Delicious (Buff Bagwell og Scott Norton)
- Konnan besejrede Rey Mysterio, Jr. i en Mexican Death Match
- Steve McMichael og Chris Benoit besejrede Jeff Jarrett og Dean Malenko i en Elimination Match
- WCW Cruiserweight Championship: Alex Wright besejrede Chris Jericho
- Ric Flair besejrede Syxx
- Curt Hennig besejrede Diamond Dallas Page
- The Giant besejrede Randy Savage
- WCW World Tag Team Championship: Steiner Brothers (Rick Steiner og Scott Steiner) (med Ted DiBiase) besejrede The Outsiders (Scott Hall og Kevin Nash) via diskvalifikation
  - The Outsiders blev diskvalificeret, efter at Kevin Nash hev dommeren ud af ringen, og de forsvarede dermed VM-bælterne.
- WCW World Heavyweight Championship: Hollywood Hogan besejrede Lex Luger
  - Hogan vandt sin 8. VM-titel blot seks dage efter, at han havde tabt VM-titlen under en episode af WCW's Monday Nitro til Luger. Hogan vandt kampen efter en falsk udgave af Sting, som i virkeligheden var Dennis Rodman i et Sting-kostume, slog Luger i hovedet med et baseballbat.

### 1998
Road Wild 1998 fandt sted lørdag d. 8. august 1998 fra Sturgis Motorcycle Rally i Sturgis, South Dakota.
- Meng besejrede Barbarian (med Jimmy Hart)
- Public Enemy (Rocco Rock og Johnny Grunge) besejrede Dancing Fools (Disco Inferno og Alex Wright) (med Tokyo Magnum) i en Street Fight
- Saturn besejrede Raven (med Lodi) og Chris Kanyon i en Triangle Match
- Rey Mysterio, Jr. besejrede Psychosis
- Stevie Ray besejrede Chavo Guerrero, Jr.
- Steve McMichael besejrede Brian Adams (med Vincent)
- WCW Cruiserweight Championship: Juventud Guerrera besejrede Chris Jericho
  - Dean Malenko var dommer i kampen.
  - Juventud Guerrera vandt titlen for anden gang.
- 9 Men Battle Royal: Goldberg vandt en battle royal
  - Der var ni wrestlere, der deltog i showets battle royal, og den regerende verdensmester, Goldberg, vandt ved at eliminere The Giant til sidst.
  - Oprindeligt var det meningen, at denne battle royal udelukkende skulle bestå af otte medlemmer fra enten nWo Hollywood (The Giant, Scott Hall, Curt Hennig og Scott Norton) og nWo Wolfpac (Kevin Nash, Konnan, Sting og Lex Luger), men som en måde for Goldberg at få fat på The Giant på, valgte han frivilligt at deltage. Der var dermed ni wrestlere med i denne battle royal.
- Diamond Dallas Page og Jay Leno (med Kevin Eubanks) besejrede Hollywood Hogan og Eric Bischoff (med The Disciple og Miss Elizabeth)
  - Talkshowværten fra The Tonight Show, Jay Leno, var i stand til at få sejren, efter at Eubanks havde lavet en Diamond Cutter på Bischoff.
  - Travis Tritt gav koncert umiddelbart efter Road Wild var slut.

### 1999
Road Wild 1999 fandt sted lørdag d. 14. august 1999 fra Sturgis Motorcycle Rally i Sturgis, South Dakota.
- Rey Mysterio, Jr., Billy Kidman og Eddie Guerrero besejrede Vampiro og The Insane Clown Posse (Violent J og Shaggy 2 Dope)
- WCW World Tag Team Championship: Harlem Heat (Booker T og Stevie Ray) besejrede Chris Kanyon og Bam Bam Bigelow
  - Harlem Heat var blevet gendannet for første gang i to år og vandt VM-bælterne for tagteams for 8. gang.
- Perry Saturn, Shane Douglas og Dean Malenko besejrede Barry Windham, Curt Hennig og Bobby Duncum, Jr. (med Kendall Windham)
- Buff Bagwell besejrede Ernest Miller (med Sonny Onoo)
- WCW United States Heavyweight Championship: Chris Benoit besejrede Diamond Dallas Page i en No Disqualification Match
- Sid Vicious besejrede Sting
- Goldberg besejrede Rick Steiner
- Randy Savage besejrede Dennis Rodman
- WCW World Heavyweight Championship: Hulk Hogan besejrede Kevin Nash i en Retirement Match
  - Det var Hulk Hogans første VM-titelforsvar under ringnavnet Hulk Hogan (og ikke Hollywood Hogan, som han ellers havde brugt i mere end tre år i New World Order) og i de rød-gule farver siden 1995.
  - Selvom Nash var tvunget til at indstille karrieren, vendte han dog tilbage i World Championship Wrestling to måneder senere.

| Sport | Spire Denne artikel om sport er en spire som bør udbygges. Du er velkommen til at hjælpe Wikipedia ved at udvide den. |